# Massaga monteirona
Massaga monteirona är en fjärilsart som beskrevs av Butler 1874. Massaga monteirona ingår i släktet Massaga och familjen nattflyn. Inga underarter finns listade i Catalogue of Life.